# Spyridon Yanniotis
Spyridon Yanniotis  –en griego, Σπυρίδων Γιαννιώτης–(Liverpool, Reino Unido, 19 de febrero de 1980) es un deportista griego que compitió en natación, en las modalidades de piscina y aguas abiertas.
Participó en cinco Juegos Olímpicos de Verano, entre los años 2000 y 2016, obteniendo una medalla de plata en Río de Janeiro 2016, en la prueba de 10 km, el cuarto lugar en Londres 2012 (10 km) y el quinto en Atenas 2004 (1500 m libre).
Ganó siete medallas en el Campeonato Mundial de Natación entre los años 2007 y 2015, y cinco medallas en el Campeonato Europeo de Natación entre los años 2002 y 2014.

## Palmarés internacional
| Juegos Olímpicos   | Juegos Olímpicos        | Juegos Olímpicos  | Juegos Olímpicos |
| Año                | Lugar                   | Medalla           | Prueba           |
| ------------------ | ----------------------- | ----------------- | ---------------- |
| 2016               | Río de Janeiro (Brasil) | Medalla de plata  | 10 km            |
| Campeonato Mundial |                         |                   |                  |
| Año                | Lugar                   | Medalla           | Prueba           |
| 2007               | Melbourne (Australia)   | Medalla de bronce | 5 km             |
| 2009               | Roma (Italia)           | Medalla de plata  | 5 km             |
| 2011               | Shanghái (China)        | Medalla de oro    | 10 km            |
| 2011               | Shanghái (China)        | Medalla de plata  | 5 km             |
| 2013               | Barcelona (España)      | Medalla de oro    | 10 km            |
| 2013               | Barcelona (España)      | Medalla de plata  | Equipo mixto     |
| 2015               | Kazán (Rusia)           | Medalla de bronce | 10 km            |
| Campeonato Europeo |                         |                   |                  |
| Año                | Lugar                   | Medalla           | Prueba           |
| 2008               | Dubrovnik (Croacia)     | Medalla de oro    | 5 km             |
| 2010               | Budapest (Hungría)      | Medalla de oro    | Equipo mixto     |
| 2010               | Budapest (Hungría)      | Medalla de bronce | 5 km             |
| 2014               | Berlín (Alemania)       | Medalla de plata  | Equipo mixto     |

| Campeonato Europeo | Campeonato Europeo | Campeonato Europeo | Campeonato Europeo |
| Año                | Lugar              | Medalla            | Prueba             |
| ------------------ | ------------------ | ------------------ | ------------------ |
| 2002               | Berlín (Alemania)  | Medalla de bronce  | 4 × 200 m libre    |